# Memory of a Free Festival
Memory of a Free Festival è un brano musicale scritto dall'artista inglese David Bowie e pubblicato come 45 giri il 12 giugno 1970.
È il secondo e ultimo singolo estratto dall'album Space Oddity del 1969, nel quale era stata inserita una versione differente registrata alcuni mesi prima.

## Tracce
1. Memory of a Free Festival (Part 1) (Bowie) - 3:59
2. Memory of a Free Festival (Part 2) (Bowie) - 3:31

## Formazione
- David Bowie - voce, chitarra, organo
- Mick Ronson - chitarra, cori
- Tony Visconti - basso
- John Cambridge - batteria
- Ralph Mace - moog

## Il brano
Definita dal biografo David Buckley «una sorta di bizzarro rifacimento di Sympathy for the Devil degli Stones ma con un testo "sorridente"», Memory of a Free Festival commemora l'evento organizzato il 16 agosto 1969 al Croydon Road Recreational Ground di Beckenham dai membri di "Growth", il laboratorio artistico fondato da Bowie e dalla giornalista del Sunday Times Mary Finnigan alcuni mesi prima. A proposito del brano e della sua scelta come traccia finale di Space Oddity, il cantante dichiarò a Penny Valentine di Disc and Music Echo che con esso intendeva «dare voce ad uno stato d'animo ottimistico, nel quale credo. Le cose andranno meglio, l'ho scritto dopo il festival di Beckenham, quando ero molto felice».
In realtà, quella che potrebbe sembrare un'apologia della "Woodstock generation" è piuttosto il commiato di Bowie dalla sua breve stagione hippy. Le vicende che fanno da sfondo si prestano infatti a un'interpretazione meno lineare e, secondo alcune fonti, il giorno del festival la sua disposizione d'animo era molto lontana dai sentimenti espressi nella canzone.
Anche se il suo malumore poteva essere spiegato con la recente scomparsa del padre Haywood e con la fine della relazione con la compagna e musa ispiratrice Hermione Farthingle, c'era anche una tangibile realtà nel senso di disillusione provato da Bowie nei confronti di quelli che definiva i mediocri ideali e le flebili convinzioni del movimento hippy. Quello stesso anno parlò con la giornalista Kate Simpson di Music Now! a proposito dell'atteggiamento ipocrita dei suoi coetanei, che definiva apatici e letargici: «Si agitano come pazzi per una qualsiasi forma di successo commerciale... non ho mai visto tanta gente disonesta in vita mia».

## Registrazione
Memory of a Free Festival fu incisa come ultima traccia di Space Oddity ai Trident Studios nel settembre 1969, poche settimane dopo il festival di Beckenham. Per la registrazione dell'ipnotico finale («The Sun Machine is coming down, and we're gonna have a party») che richiama quello di Hey Jude dei Beatles, Bowie venne affiancato da una folla di conoscenti ingaggiati sul momento da Tony Visconti. Tra questi Benny Marshall, cantante della band The Rats, Tony Woolcott, futuro vicepresidente della Sony, e Whispering Bob Harris, animatore dell'allora emergente BBC Radio 1 che David aveva conosciuto l'anno precedente I cori vennero mixati in un'altra sessione alla quale si aggiunse anche Marc Bolan.
Nell'aprile 1970 ne fu registrata una versione più concisa ed energica su espressa richiesta della Mercury Records, per la quale aveva maggiori probabilità di successo come 45 giri rispetto a The Prettiest Star, appena uscita nel Regno Unito. Robin McBride, responsabile A&R della Mercury, aveva scritto a Visconti fornendogli i dettagli riguardo alla nuova versione. L'intenzione era quella di accelerare il ritmo e giungere al finale circa due minuti e venti dopo l'inizio del brano, in modo da realizzare un mix più breve con maggiori opportunità di esposizione radiofonica.
La registrazione si tenne agli Advision Studios di Londra e il risultato fu la suddivisione della traccia in due parti, con il "mantra" conclusivo che avrebbe costituito il lato B. Per questa versione, alla quale contribuì anche con un organo elettrico Rosedale, il cantante era accompagnato dal suo nuovo gruppo, The Hype, ovvero Mick Ronson alla chitarra e ai cori, Tony Visconti al basso e John Cambridge alla batteria, oltre che dall'ex produttore della Philips Records Ralph Mace al moog.
Le sedute di registrazione di questa versione vengono spesso indicate come la prima apparizione di Mick Ronson in un'incisione di David Bowie. In realtà il chitarrista, autore anche di una nota solitaria di sintetizzatore a circa metà del brano suonata per caso, come ha ricordato Cambridge («credo non sapesse neanche che era acceso...»), aveva debuttato nella line-up di Bowie l'anno precedente, in occasione della registrazione di Wild Eyed Boy from Freecloud.

## Uscita e accoglienza
Il 45 giri venne pubblicato il 12 giugno 1970 nel Regno Unito, oltre che nei Paesi Bassi, in Germania e Norvegia, e nonostante le speranze riposte dalla casa discografica si rivelò un clamoroso insuccesso.
Negli Stati Uniti uscì solo una versione promozionale e nel 1982 è entrato in circolazione un singolo non ufficiale per l'etichetta Major Tom.

## Memory of a Free Festivaldal vivo
Il 5 febbraio 1970 il brano fu eseguito nella sessione BBC registrata per il programma radiofonico The Sunday Show, anche se non venne mandato in onda per intero ed è rimasto inedito fino all'uscita di Bowie at the Beeb nel 2000.
Memory of a Free Festival venne eseguita anche il 23 giugno 1971 al Glastonbury Fayre e nel maggio 1973 durante alcune date dell'Aladdin Sane Tour, in un medley con Quicksand e Life on Mars?. In alcune tappe statunitensi del Philly Dogs Tour 1974 la Mike Garson Band aprì i concerti con una versione soul del brano, in seguito scomparso dal repertorio live di Bowie.

## Pubblicazioni successive
Le due parti che compongono il 45 giri sono state incluse come tracce bonus nella riedizione dell'album Space Oddity del 1990, nel bonus disc di quella del 2009 uscita per il 40º anniversario, in cui è presente anche un mix alternativo della versione dell'album, e nel CD Re:Call 1 uscito con il box set Five Years (1969-1973) nel 2015.

## Cover
Tra gli artisti che hanno inciso una cover di Memory of a Free Festival:
- i polacchi Myslovitz in Sun Machine (1996)
- i Mercury Rev nell'album tributo Crash Course for the Ravers: A Tribute to the Songs of David Bowie (1996)
- David Fisher nell'album tributo Diamond Gods - Interpretations of Bowie (2001)
- Tom Barman e Guy van Nueten in Live (2003)
- Edward Sharpe and the Magnetic Zeros nell'album tributo We Were So Turned On: A Tribute To David Bowie (2010)

Nel giugno 1990 gli E-Zee Posse ottennero un modesto successo con The Sun Machine, singolo dall'andamento trance nel quale il finale di Memory of a Free Festival veniva cantato su un accompagnamento di pianoforte in stile house. L'idea venne ripresa con maggior successo dal gruppo Dario G che nel 1998 arrivo al 17º posto nella Official Singles Chart con la canzone Sunmachine, estratta dall'album omonimo. In questo caso si trattava del campionamento di una sezione del brano originale che vedeva la partecipazione di Tony Visconti al flauto.